# Samuel Törner
Samuel Törner, född 1683 i Skänninge, död 21 januari 1748 i Stockholm, var en svensk rådman och grafiker.
Han var son till handlaren och rådmannen Lars Törner och Elin Thoresdotter Bothelia och gift första gången 1718 med Sara Wilhelmina In de Betou, andra gången från 1724 med Elisabet Berghult och slutligen från 1737 med Sofia Dorotea Röhling. Törner blev student vid Uppsala universitet 1703 och antogs efter avslutande studier vid rådhus- och kämnärsrätterna i Stockholm. Vid sidan av sin tjänst var han verksam som konstnär och utförde ett flertal kopparstick. Vid hans död upptar bouppteckningen en större samling av medaljer, kartor samt kopparstick med konterfej och schillerier. Törner är representerad vid  Uppsala universitetsbibliotek.